# شیرکرود اکبرآباد
شیرکرود اکبرآباد روستایی در دهستان چشمه زیارت، بخش مرکزی ، شهرستان زاهدان، استان سیستان و بلوچستان، کشور ایران است.

## جمعیت
بر پایه سرشماری عمومی نفوس و مسکن در سال ۱۳۹۵ جمعیت این روستا ۴۸ نفر (۱۵خانوار) بوده‌است.